# Christine Deviers-Joncour
Pour les articles homonymes, voir Joncour.
Christine Deviers-Joncour, née le 28 juin 1947 à La Cassagne, est connue dans le cadre de l'affaire Dumas.
Elle a reçu d'importantes commissions du groupe chimique et pétrolier public Elf Aquitaine ainsi que du groupe d'armement Thomson pour obtenir de Roland Dumas, ministre des Affaires étrangères de François Mitterrand, dont elle était la maîtresse, l'autorisation de vendre des frégates militaires à Taïwan.

## Biographie
Fille unique de Marcel et Paulette Deviers, instituteurs socialistes, Anne-Marie Christine Deviers est élève au lycée La-Boétie de Sarlat-la-Canéda quand elle rencontre Jean-Jacques de Peretti, élève au collège jésuite Saint-Joseph de la même ville. En 1965, Anne-Marie tombe enceinte. Le couple se marie rapidement puis quitte la Dordogne pour Paris, où Anne-Marie n'utilise plus que le prénom Christine. Séparés en 1970, ils divorcent en 1972. Leur fils se prénomme Frédéric.
En 1976, Christine se remarie avec Claude Joncour, directeur général chez CGR Thomson dont elle a un second fils, prénommé Philippe. Par l'intermédiaire de Claude, passé chez Rhône-Poulenc, Christine rencontre Alfred Sirven.
En 2006, elle épouse Alf Emil Eik, musicien, compositeur et producteur norvégien.

## Affaire Dumas
Selon les sources, les circonstances de sa rencontre avec Roland Dumas diffèrent : en 1986 à Sarlat où Dumas se présente aux élections, ou, en 1988, par l'intermédiaire de la famille Dayan, proche de François Mitterrand.
Roland Dumas, alors ministre des Affaires étrangères, la fait entrer en 1989 comme « chargée de mission » à la société Elf-Aquitaine, comme en a témoigné l'ancienne directrice des cadres de Elf, jusqu'en 1993, avec « un salaire mensuel versé par Elf-Impex (10 000 F), un autre par Elf Aquitaine International (40 000 F), des faux frais (200 000 F par mois sur sa carte bancaire, aux meilleures époques) ». Elle mène « grand train » avec Dumas.
En 1992, elle s’installe au 19, rue de Lille, à Paris, dans un appartement de 320 m2 acquis par une SCI au prix de 17 millions de francs et pour lequel elle n’a pas déboursé un centime. Cet appartement, revendu en 2005, est au centre de l’affaire Dumas, dans laquelle elle est impliquée, survenue en marge de l'affaire Elf et de  l'affaire des frégates de Taïwan et du scandale des quatre milliards de francs de rétrocommissions.
Christine Deviers-Joncour, alors ancienne maîtresse de Roland Dumas, est condamnée à trois ans de prison, dont 18 mois avec sursis, et 1,5 million de francs d'amende pour « recel d'abus de biens sociaux ». Dumas, lui, est relaxé. En 1997, Christine Deviers-Joncour est incarcérée provisoirement pendant cinq mois et demi à la prison de Fleury-Mérogis.
En 2002, Jean-Pierre Thiollet écrit dans son livre Les Dessous d'une présidence : « Que cela plaise ou non, Christine Deviers-Joncour est l'une des femmes clefs de notre époque qu'elle incarne ».

## Prises de positions et controverses sur l'invasion en Ukraine
Depuis le 24 février 2022, date de l'invasion de l'Ukraine par la Russie, sur Telegram, elle relaie de nombreux propos erronés ou de fausses informations au sujet du conflit en cours. Elle y partage aussi des contenus de youtubeurs complotistes comme Silvano Trotta et de la propagande du mouvement QAnon, participant à la vague de désinformation présente sur Internet et les réseaux sociaux.

## Publications
- La Putain de la République, J'ai lu, 1999  (ISBN 2290052418)
- Opération Bravo, Pocket, 2000  (ISBN 2266106333)
- Relation publique, LGF, 2000  (ISBN 225314939X)
- Trio, Pauvert, 2001  (ISBN 2720214213)
- Toi masculin mon féminin, Éditions du Rocher, 2004  (ISBN 2268050238)
- Corruption : une affaire d'États, Éditions du Rocher, 2005  (ISBN 2268052621)
- Les Amants maudits de la République, Pharos, 2005  (ISBN 2756900001)
- Nuits blanches, Jacques Marie Laffont, 2010  (ISBN 978-2-36124-004-2)
- Ces messieurs d'en-haut..., Jean-Claude Gawsewitch, 2012  (ISBN 2350133397)
- Lorgwyn le jeune alchimiste, Ennead, 2015
- La Cité d'airain, In Silico, livre audio